# Унь
Унь (в верховье Еловый Унь) — река в России, протекает в Свердловской области. Устье реки находится в 3,8 км по левому берегу реки Дикая Утка. Длина реки составляет 22 км.
В 7,3 км от устья по левому берегу реки впадает река Айва.

## Данные водного реестра
По данным государственного водного реестра России относится к Камскому бассейновому округу, водохозяйственный участок реки — Сылва от истока и до устья, речной подбассейн реки — Кама до Куйбышевского водохранилища (без бассейнов рек Белой и Вятки). Речной бассейн реки — Кама.
Код объекта в государственном водном реестре — 10010100812111100012289.